# Trentepohlia (Anchimongoma) simplex
Trentepohlia (Anchimongoma) simplex is een tweevleugelige uit de familie steltmuggen (Limoniidae). De soort komt voor in het Oriëntaals gebied.